# Eslöv Station
Eslövs station, er en svensk jernbanestation i Eslöv på Södra stambanan.

## Trafik
Fra Eslöv kører der Pågatåg mod Hässleholm og Kristianstad fra Malmö/Hyllie. Der kører endvidere Øresundstog fra Eslöv. De kører mod Hässleholm, Alvesta og Kalmar.
| Foregående station |  | Veolia            |  | Efterfølgende station |
| ------------------ |  | ----------------- |  | --------------------- |
| Lund Cmod Malmö C  |  | ÖresundstågKalmar |  | Höörmod Kalmar C      |

| Jernbane | Spire Denne jernbaneartikel er en spire som bør udbygges. Du er velkommen til at hjælpe Wikipedia ved at udvide den. |

55°50′15″N 13°18′18″Ø / 55.83750°N 13.30500°Ø